# درخه سلمان خیل
درخه سلمان خیل (به انگلیسی: Darkha Sulman Khel) یک شهرک در پاکستان است که در ناحیه لکی واقع شده‌است.